# توجيه بين نطاقي غير صنفي
التوجيه بين النطاقي غير الصنفي أو تسيير غير مصنف بين النطاقات أو التوجيه غير الصنفي بين النطاقات أو التوجيه بين النطاقات غير الفئوي (بالإنجليزية: Classless Interdomain routing)‏ اختصاراً CIDR، هو حل ضمن الإستراتيجية قصيرة الأمد مُوجَّه لمعالجة ثلاث مشكلات رئيسة هي الاستنفاد الوشيك لفضاء الصنف B ونمو أحجام جداول التوجيه بصورة تفوق الإمكانيات المتاحة لمعالجتها والاستنفاد النهائي لفضاء عناوين الإصدار الرابع من بروتوكول الإنترنت.
طُوِّر التوجيه غير الصنفي في العام 1992م، وهو يُعرِّف آليةَ عنونةٍ غير صنفيَّةٍ لتجزئة فضاء عناوين الإصدار الرابع من بروتوكول الإنترنت، تعتمد هذه الآلية على مبدأ البادئة متغيَّرة الطول لتحديد أقسام العنوان عوضاً عن أطوال الأقسام الثابتة التي كانت مُستعملة في العنونة الصنفية. تُستَعمل آلية العنونة غير الصنفيَّة وفق هرمية تحصيصٍ رباعيَّة المستويات. بالإضافة لذلك، واعتماداً على العنونة غير الصنفية، يَصف التوجيه غير الصنفي آليةً لتجميع المسارات تسمح بضم عدد من المسارات مع بعضها البعض وتكوين مسارٍ جديد وحيد، بهدف الحد من نمو أحجام جداول التوجيه.
اعتمد الإصدار السادس من بروتوكول الإنترنت، وهو الحل النهائي المُطوَّر ضمن الإستراتيجية طويلة الأمد، على آلية التوجيه غير القياسي لإنجاز مسألة العنونة. يعتمد الإصدار السادس على الهرمية رباعية المستويات نفسها، ولكنها تعمل بشكل متوافق مع محددات البروتوكول ويحصل فيها المستخدم على بادئة ذات طول متوافق مع التهيئة الآلية الذاتية.
مع أن التوجيه بين النطاقي طُوِّر بوصفه جزء من الإستراتيجية قصيرة الأمد لحل مشكلة الاستنفاد، إلا أن التوجيه غير الصنفي كان بالغ الفعاليَّة، وأطال العمر المتوقع لفضاء الإصدار الرابع من بروتوكول الإنترنت لأكثر من عقدين من الزمن (1)، ولذلك يُشار إليه أيضاً بوصفه حلاً متوسط الأمد لمشكلة استنفاد عناوين الإصدار الرابع من بروتوكول الإنترنت.

## نبذة تاريخية

مثال عن عنوان من الإصدار الرابع من بروتوكول الإنترنت.

خط زمني للنقاط العلامة في مشكلة استنفاد عناوين فضاء الإصدار الرابع من بروتوكول الإنترنت.

النمو الأسي في عدد المسارات المُعلَنة في الإنترنت في الفترة بين يوليو 1988 وديسمبر 1992 قبل استعمال التوجيه غير الصنفي بين النطاقات.

نمو عدد البنود في جدول التوجيه في شبكة الإنترنت في الفترة بين عامي 1992م و 2015م بعد استعمال التوجيه غير الصنفي بين النطاقات.

طُوِّر الإصدار الرابع من بروتوكول الإنترنت في مطلع عقد الثمانينيات من القرن العشرين ليؤدي وظيفة العنونة البرمجية، ولتحقيق ذلك، يُعرِّف البروتوكول فضاءً من العناوين التي يبلغ طول كل منها 32 بتاً. يُكتب عنوان الإصدار الرابع من البروتوكول باستعمال بالنظام العشري المُنقَّط [الإنجليزية]، وفيه يُقسَّم العنوان إلى أربع خانات، في كل منها 8 بتات، وتكون الخانة الواقعة في أقصى اليسار هي الخانة الأولى، ويكون البت الواقع في أقصى يسارها هو البت الأكثر أهمية. بسبب الطول المحدد لكل خانة، فإن القيم في كل منها تتراوح بين: 10(0) = 2(00000000) و10(255) = 2(11111111).
قُسَّم فضاء عناوين الإصدار الرابع من بروتوكول الإنترنت رياضياً إلى عدد من الأفضية الجزئية ذات الأطوال القياسيَّة، وسُمِّيت هذه الأفضية الجزئية القياسيَّة أصنافاً. وهي الصنف A والصنف B والصنف C وجميعها مُخصص للبث فريد الوجهة، والصنف D وهو مُخصص للبث المجموعاتي، والصنف E، الذي حجز لاستعمالات مستقبلية. يمكن تحدد الصنف الذي ينتمي إليه العنوان بملاحظة قيمة الخانة الأولى فيه، ففي الصنف A، تتراوح بين 0 و 127 (2)، وبين 128 و 191 في الصنف B، وبين 192 و 223 في الصنف C، وبين 224 و239 في الصنف D، وبين 240 و255 في الصنف E.
في مطلع التسعينيات بدأ الاستخدام التجاري للإنترنت، فتزايد الطلب على أفضية جزئية للإصدار الرابع من بروتوكول الإنترنت تزايداً متسارعاً مما هدد باستنفاد الفضاء كاملاً في غضون سنوات قليلة، والسبب في ذلك هو آلية العنونة الصنفية التي لم تكن قادرة على الاستجابة لمتطلبات العملاء، ففضاء قياسي من الصنف C يحتوي 256 عنواناً فقط، وهو عدد صغير لا يكفي المنظمات المتوسطة وكبيرة الحجم، أما فضاء الصنف B فيحتوي 65536 عنواناً، وهو عدد كبير يفوق بعدَّة أضعاف حاجة المُنظمات الكبيرة. ولكن، وبسبب عدم وجود حلٍ وسيط يتيح فضاءً جزئيَّاً أكبر من أفضية الصنف C وأصغر من أفضية الصنف B، فإنَّ المُنظمات عَمِدت إلى طلب أفضية من الصنف B، مع أن عدد العناوين فيه يفوق حاجتها، وسبب ذلك استهلاكاً سريعاً وغير فعَّالٍ لفضاء الإصدار الرابع من بروتوكول الإنترنت.
شُكِّلت مجموعة عمل التوجيه والعنونة والمعروفة اختصاراً باسم رُوْد (بالإنجليزية: Routing and Addressing اختصاراً ROAD)‏ في شهر نوفمبر من العام 1991م بهدف معالجة هذه المشكلة، وعرَّفت هذه المجموعة ثلاثَ مُشكلات رئيسيَّة تعيق نمو شبكة الإنترنت:
1. استنفاد فضاء عناوين الصنف B، وهذه هي نتيجة لغياب فضاء عناوين يناسب منظمة متوسطة الحجم، ففضاء الصنف C صغير الحجم، وهو ما يدفع هذه المنظمات لاستعمال فضاء من الصنف B، على الرغم من أن حجم الفضاء يزيد بكثير عن حاجة المنظمة.
2. نمو جداول التوجيه في موجهات الإنترنت لتصبح بجاجة إلى قدرات معالجة غير متوافرة بالبرمجيات أو المعدات المتوافرة.
3. استنفاد فضاء عناوين الإصدار الرابع استنفاداً نهائياً.

لقد كانت المشكلتان الأولى والثانية وشيكتا الحصول، وكان يتوقع حصول أي منهما بدءاً من العام 1993م. نتيجة لذلك، طوِّرت الحلول ضمن إستراتيجيتان، تشمل الأولى حلولاً سريعة التطبيق قصيرة الأمد، وهي تستهدف المشكلتان الأولى والثانية، أمَّا الثانية، فتُعنى بحلٍ نهائيٍّ دائمٍ طويل الأمد. في إطار الإستراتيجية الأولى، طوِّر التوجيه غير الصنفي بين النطاقات في العام 1992م، وتلاه تقنية ترجمة عنوان الشبكة في العام 1994م. أمَّا الحل المقترح في إطار الإستراتيجية طويلة الأمد فقد كان تطوير بروتوكول تشبيك جديد مع فضاء عنونة غير قابل للاستنفاد نظرياً، وقد طُوِّر الإصدار السادس من بروتوكول الإنترنت ضمن هذه الرؤية في شهر ديسمبر من العام 1995.
نُشِر مبدأ التوجيه غير الصنفي بين النطاقات في يونيو من العام 1992م في وثيقة طلب التعليقات RFC 1338 تحت عنوان «التجزئة العليا: إستراتيجية لتحصيص وتخصيص العناوين» (3)، ثُم نوقش التطبيق بشكل موسع في أربع وثائق طلب تعليقات نُشرت في سبتمبر من العام 1993م تقع أرقامها التسلسلية بين 1517 و1520، وأهمُّها الوثيقة RFC 1519، التي حملت عنوان: «التوجيه غير الصنفي بين النطاقات: إستراتيجية منح وتحصيص العناوين» (4). لاحقاً في العام 2006م، صدرت الوثيقة RFC 4632، وهي أحدث توصيف لآلية التوجيه غير الصنفي بين النطاقات.
طُوِّر التوجيه غير القياسي أساساً كحلٍ قصير الأمد لمشكلة استنفاذ فضاء عناوين الإصدار الرابع من بروتوكول الإنترنت، ولكنَّه كان بالغ الفعاليَّة، فنجح في إطالة المدة الزمنية اللازمة لتمام الاستنفاد عقدين من الزمن تقريباً (1)، ولذلك فهو يُوصف بأنه حل متوسط الأمد. في مطلع فبراير من العام 2011م، أعلنت الهيئة الناظمة لعملية تحصيص الفضاء، وهي أيانا، عن استنفاد الفضاء كاملاً، وجرى الانتقال نحو استعمال الإصدار السادس من بروتوكول الإنترنت بشكل بطيء وتدريجي طوال تلك المدة.

## آلية العمل

### العنونة غير الصنفية

بنية عنوان الإصدار الرابع من بروتوكول الإنترنت وفقَ العنونة الصنفيَّة.

#### خلفية عامة
عندما طوِّر الإصدار الرابع من بروتوكول الإنترنت كانت العنونة الصنفية هي النظام المتبع لتحصيص فضاء عناوين البروتوكول. في هذا النمط من العنونة، قُسِّم فضاء العناوين إلى عدد من الأصناف القياسية محددة الطول هي: A وB وC وتستعمل للبث فريد الوجهة والصنف D وهو مخصص للبث المجموعاتي، في حين حُجز فضاء الصنف E لاستخدامات مستقبلية. في عناوين البث فريد الوجهة، يُحدد صنف العنوان أطوال أقسامه، وهذه الأقسام هي البتات المحجوزة وقسم الشبكة وقسم المضيف على الترتيب. في الصنف A مثلاً، يكون عدد البتات المحجوزة بت واحد، عدد بتات قسم الشبكة هو 7 بتات، وعدد بتات قسم المضيف 24 بتاً. أما الصنف B، فهي 2 و 14 و 16 على الترتيب، وهي 3 و 21 و8 في الصنف C على الترتيب.
يُحسب عدد الأفضية الجزئيَّة في كل صنفٍ بالعلاقة 2X، حيث X هو عدد بتات قسم المُضيف، أمَّا حجم كل فضاءٍ فيُحسَب باستخدام العلاقة 2Y، حيث Y هو عدد بتات قسم المضيف. ولمَّا كانت الأقسام ثابتة الطول في العنونة الصنفيَّة، أمكن القول أن أفضية الصنف A قليلةُ العدد ولكنَّها كبيرة الحجم. أمَّا أفضية الصنف C، فهي كثيرة العدد ولكنَّها صغيرة الحجم. وأمَّا أفضية الصنف B، فهي متوسطة العدد والحجم مقارنةً مع الصنفين السابقين. فمثلاً يضم فضاء عناوين من الصنف C يضم 265 عنواناً فقط، في حين أن فضاء عناوين من الصنف B يضم 65536 عنواناً.
نتيجةً لما سبق، لا يكفي فضاءٌ واحدٌ من الصنف C لتلبية احتياجات مؤسسة متوسطة الحجم تضمُّ مئات المضيفين الراغبين بالاتصال بالإنترنت، وهذا ما دفع المُنظمات إلى طلب أفضية من الصنف B، على الرغم من احتواء هذه الأفضية على عددٍ من العناوين يزيد على حاجة هذه المؤسسات. ولذلك، مع توسع شبكة الإنترنت، استُنفد فضاء الصنف B بشكل متسارع، وبلغت نسبة الاستنفاد نصف الفضاء في العام 1994م، مع توقعاتٍ باستنفاد النصف الآخر في العام التالي في ظل استمرار نمو الإنترنت بتلك الوتيرة.

#### المبدأ

بنية عنوان الإصدار الرابع من بروتوكول الإنترنت وفقَ العنونة غير الصنفية، ليس هناك طول محدد للبادئة، ومن الممكن أن تتحرك على طول العنوان لتحدد أفضيةً جزئيةً ذات أحجام متنوعة تبعاً للحاجة.

اقتُرحت العنونة غير الصنفية لأجل تخفيض معدل استنفاد فضاء الإصدار الرابع من بروتوكول الإنترنت، وخاصةً الصنف B منه. ولكن استعمالها تطلّب التخلي عن آلية العنونة المستخدمة سابقاً، وهي العنونة الصنفية، واستعمال العنونة غير الصنفية بدلاً منها. العنونة غير الصنفية ليس هناك أصنافٌ قياسيَّةٌ محددة الطول، بل يجري منح العميل أفضية جزئية تتناسب مع حاجته، ولكن عملية المنح لا تحصل مباشرة، وإنما اعتماداً على هرمية تحصيص يشغل العميل آخر مستوياتها.

##### تمثيل البادئة

جدول للبادئات المتاحة للاستعمال في العنونة غير الصنفية، ومكافئاتها وفقاً للعنونة الصنفية.

تُعرِّف العنونة غير الصنفية مفهوم البادئة (بالإنجليزية: Prefix)‏، وهي طريقةٌ لتمثيل فضاءٍ جزئيٍ مُحدَدٍ من الفضاء الكلي للإصدار الرابع من بروتوكول الإنترنت. ولكلِّ بادئةٍ طولٌ مٌحدَد، يتراوح بين 0 و 32 (5)، وكُلَّما كان طول البادئة أكبر، كان الفضاء الذي تُمثِّله أصغر حجماً. تدعم العنونة غير الصنفية آليةٌ هرميَّةٍ مُتعدِدة المستويات لتحصيص فضاء العناوين، أي لتقسيمه إلى حصص أو أفضية صغيرة تتناسب مع حاجة المنظمات أو المؤسسات التي ترغب بالاتصال بالإنترنت.
في العنونة الصنفيَّة، يُحدِد صنف عنوان البث فريد الوجهة أطوال أقسامه وهي: البتات المحجوزة وقسم الشبكة وقسم المُضيف. أمَّا في العنونة غير الصنفيَّة، فلا يُوجد أصنافٌ قياسيَّة، ويُقسَّم فضاء عناوين البث فريد الوجهة حسب الحاجة. عمليَّاً، يتكون كل عنوان من قسمين فقط، هُما قسم البادئة وقسم المُضيف. ويحدد طول البادئة طول قسم الشبكة، ويُمكن أن يكون طوله نظرياً أيُّ قيمةٍ صحيحةٍ تتراوح بين 0 و 32. يُمثِّل طول البادئة أيضاً عدد الوحدان المُتتالية في قناع الشبكة، ولذلك فهو يُضاف إلى يمين عنوان بروتوكول الإنترنت، على أن تَفْصُل شريطةٌ مائلةٌ (/) بين العنوان وطول البادئة.
فمثلاً، الكتابة: 10.0.0.0/8 تعني أن البتات الثمانية الأكثر أهمية في العنوان، أو التي تشكل الخانة الأولى، هي التي تشكل قسم البادئة، وأما البتات الأربعة والعشرون المتبقية، فهي التي تشكل قسم المضيف. يُمكن حساب طول قسم المضيف بطرح طول البادئة من طول العنوان الإجمالي وهو 32 بت في الإصدار الرابع من بروتوكول الإنترنت. ففي المثال السابق، سيكون طول قسم المُضيف 24=8-32، ولهذا العدد أهميةٌ في تحديد عدد العناوين في الفضاء الذي تمثله البادئة، فإذا كان طول قسم المضيف هو X بت، فإن عدد العناوين في الفضاء الذي تحدده البادئة هو 2X، أي أنه يساوي 212 عنواناً في المثال السابق.

##### هرمية التحصيص
تُحصص موارد الإنترنت وفقا لآلية هرمية تشرف عليها سجلات الإنترنت. وتشمل هذه الموارد عناوين بروتوكول الإنترنت وأرقام الأنظمة المستقلة. طُوِّرت هرمية التحصيص في ضوء إستراتيجية ترنو إلى ثلاثة أهداف رئيسة:
- إدارة وتحصيص فضاء العناوين: إن فضاء عناوين بروتوكول الإنترنت يضمّ عدداً مُحدَداً من العناوين، ولذلك فهو فضاءٌ مُنتهٍ. يجب أن تجري عملية التحصيص لتلبي حاجة العملاء ولكن ضمن حدود سعة الفضاء.
- التحصيص الهرمي: يُستحسن الحفاظ على صغر حجم جداول التوجيه في نظام التوجيه العالمي في الإنترنت قدر الإمكان، وذلك لإنجاز التوجيه بفعاليَّةٍ. يسمح التحصيص بشكل هرمي بتجميع المسارات وخفض عدد البنود في جداول التوجيه.
- التفرد (بالإنجليزية: Uniqueness)‏: وتعني أن يُحصص العنوان أو رقم النظام المستقل مرةً واحدةً فقط لا غير في وقتٍ واحدٍ، أي يكون العنوان أو الرقم فريداً ويُميّز مضيفاً أو نظاماً مستقلاً بشكلٍ لا يقبل اللبس.

هرمية تحصيص فضاء عناوين بروتوكول الإنترنت رباعية المستويات.

مثال عن منح فضاء عناوين من الإصدار الرابع من بروتوكول الإنترنت وفقاً لهرمية التحصيص رباعية المستويات.

في هذا السياق أيضاً، يجب الانتباه إلى أن التحصيص (بالإنجليزية: Allocation)‏ والتخصيص (بالإنجليزية: Assignment)‏ لهما معنيان متمايزان في نظام سجلات عناوين الأنترنت. يُشير الأول، أي التحصيص، إلى تفويض منظمةٍ بالإشراف على فضاءٍ جزئيٍّ من فضاء بروتوكول الإنترنت مع توقعٍ بقيام هذه المنظمة بتجزئة الفضاء وتفويض الأفضية الجزئية الناتجة إلى منظمات أخرى. أمّا الثاني، أي التخصيص، فهو يستعمل عند منح الفضاء إلى الجهات التي تستخدمه مباشرة في عنونة مجموعة من المضيفين.
يقع العميل الذي يحصل على فضاء جزئي مُخصص في قاعدة هرم التحصيص وهو المستوى الرابع والأخير في الهرمية، أمّا المستويات الثلاثة الأولى، فهي مرتبة بدءاً من رأس الهرم كما يلي: هيئة أرقام الإنترنت المُخصصَة، المعروفة اختصاراً بالاسم أيانا (IANA)، ثًمَّ سجلات الإنترنت الإقليمية ويليها سجلات الإنترنت المحلية.
تشغل هيئة أرقام الإنترنت المُخصَّصة، المستوى الأعلى من الهرم، وتقوم بمنح بادئات قصيرة تمثل أفضية جزئية كبيرة الحجم لسجلات الإنترنت الإقليمية. في الإصدار الرابع من بروتوكول الإنترنت مثلاً، تقوم أيانا بمنح السجلات الإقليمية أفضية جزئية محددة ببادئة
8/، أي يضم كل منها 224 عنواناً. تنشط سجلات الإنترنت الإقليمية على منطقة جغرافية واسعة قد تشمل قارة كاملة أو أكثر من ذلك، ثم يُجزِّئ كل سجل إنترنت إقليمي الفضاء الذي حصل عليه إلى أفضية جزئية أصغر حجماً، أي مُحددة ببادئات أطول، مثلاً، قد ينتج عن التقسيم أفضية جزئية تضم 217 عنواناً، أي محددة بالبادئة 15/، أو تضمّ 211 عنواناً، أي محددة بالبادئة 21/ أو غير ذلك حسب الحاجة، ثُمَّ تمنح هذه البادئات لمزودات الخدمة القومية أو إلى مزودات الخدمة المحلية التي يُحصص كلٌ منها فضائه الجزئي بشكل مماثل لتنتج أفضية جزئية أصغر محددة ببادئات أطول تمنح إلى مزودات خدمة محلية أو محلية فرعية أو تخصص للعملاء مباشرةً.
باختصار، ينتج عن كل مرحلة من التحصيص أفضية عناوين جزئية أصغر حجماً من الفضاء المُحصَص، وتكون الأفضية الجزئية مُحددة ببادئات أطول من بادئة الفضاء المُحصص. أي مع الابتعاد عن رأس الهرم، ينخفض حجم الأفضية الجزئية ولكن يزداد طول البادئات التي تحددها مقارنةً مع الفضاء المُحصص.

### التوجيه بين النطاقات

#### تجميع المسارات

مثال عن عملية تجميع المسارات، لاحظ أن جدول التوجيه يضم بندان فقط على الرغم من وجود ثنانية أفضية جزئية.

ترتبط عملية العنونة بنظام التوجيه في الإنترنت ارتباطاً وثيقاً، لأن تحصيص أفضية العناوين يجري على أساس متوافق مع طوبولوجيا الإنترنت، فيكون بالإمكان اختزال جداول التوجيه بفعاليَّة بعد إنجاز العنونة. تساعد عملية الاختزال في الحد من أحجام جداول التوجيه بدون أن يؤثر ذلك قدرات الشبكة على التوسع والانتشار عالمياً. باختصار، يُحدد مزودو الخدمة طوبولوجيا الشبكة التي سينشئونها، ثُمَّ تُخصَّص عناوين الشبكة إلى العملاء بناءً على ذلك وفقاً لآلية العنونة غير الصنفيَّة، وتبدأ بعد ذلك عملية إعداد الموجهات لعملية التوجيه والتي تشمل عملية تجميع المسارات.
أمَّا تجميع المسارات (بالإنجليزية: Route aggregation)‏، والذي يُسمَّى أيضاً اختصار المسارات أو اختزالها (بالإنجليزية: Route summarization)‏، فهو طريقة رياضية لتمثيل مجموعة من المسارات، تُسمَّى المسارات المُجمَّعة، باستعمال مسار واحد يُسمَّى المسار المُختصر. قد يبلغ عدد المسارات المُجمَّعة اثنين أو بضعة عشرات ويمكن أن يصل العدد إلى المئات أو الآلاف وربما أكثر من ذلك، ويرتبط ذلك بعناوين الأفضية التي يجري تجميعها وبأطوال بادئاتها.
تحصل عملية تجميع المسارات وفقاً للخطوات التالية:
1. يُحدِد الموجه المسارات التي يريد تجميع عناوينها معاً.
2. بدءاً من البت الأكثر أهمية في عناوين المسارات، يُحدد الموجه عدد البتات المتطابقة بين المسارات المُجمَّعة.
3. تشكل البتات المتطابقة بادئة المسار المُختصر، ويكون عددها هو طول البادئة.
4. إكمال عنوان المسار المُختصر بإضافة بتات صفرية القيمة إلى يمينه حتى يبلغ طوله 32 بت.
5. يُعلن الموجه عن المسار المُختصر بواسطة بروتوكول التوجيه المستعمل.

مثلاً، إذا كانت المسارات لدى الموجه هي: 200.10.0.0/18 و200.10.64.0/18 و200.10.128.0/18 و200.10.192.0/18، فإن عملية التجميع تجري بالشكل التالي:
| رقم الخطوة | الوصف                                                                                    | العناوين |
| ---------- | ---------------------------------------------------------------------------------------- | --- |
| 1          | تحديد المسارات التي يراد تجميع عناوينها                                                  | 200.10.0.0/18 و200.10.64.0/18 و200.10.128.0/18 و200.10.192.0/18                                                                                 |
| 2          | تحديد البتات المتطابقة في عناوين المسارات (العناوين مكتوبة بنظام العد الثنائي)           | 11001000.00001010.00000000.00000000 11001000.00001010.01000000.00000000 11001000.00001010.10000000.00000000 11001000.00001010.11000000.00000000 |
| 3          | البتات المشتركة تمثل البادئة                                                             | البتات المشتركة: 11001000.00001010، الطول: 16 بت.                                                                                               |
| 4          | إكمال عدد البتات إلى 32 بت (عن طريق إضافة أصفار إلى يمين البادئة)                        | 11001000.00001010.00000000.00000000 |
| 5          | المسار المُختصر المُعلن عنه (بعد نقل العنوان في الخطة السابقة إلى نظام العد العشري المُنقَّط) | 200.10.0.0/16 |

يمكن أن تجري عملية تجميع المسارات أكثر من مرة على عدة مستويات في الإنترنت، وعندها تُجمَّع المسارات التي جمعت في المستوى الأول، لتنتج في مستوىً ثانٍ مساراً مختصراً جديداً. تكون بادئة المسار المُختصر في المستوى الثاني أقصر من بادئات المسارات في المستوى الثاني.

#### قواعد التوجيه
التوجيه هو عمليَّة إرشاد رزم البيانات إلى المسار الذي ستسلكه انطلاقاً من مصدرها ووصولاً إلى وجهتها.
 تستضيف كل عقدة متصلة مع شبكة عنوان بروتوكول إنترنت مميز وفريد، ويستعمل هذا العنوان معرِّفاً للمضيف في الإنترنت. توجَّه رزم البيانات وفقاً لعنوان وجهتها، ويضيف مُرسل رزمة البيانات عنوان الوجهة في الحقل المخصص له في ترويسة الإصدار الرابع من بروتوكول الإنترنت. ولمّا استُبدلت العنونة غير الصنفية بالعنونة الصنفية، كان لزاماً على القائمين على الإنترنت إجراء تعديلات في قواعد التوجيه.
في العنونة الصنفيَّة، يُمكن تمييز قناع الشبكة وطوله آليَّاً من خلال ملاحظة قيم البتات المحجوزة في الخانة الأولى من عنوان الإصدار الرابع من بروتوكول الإنترنت. أمَّا في العنونة غير الصنفية، فلا يوجد أصناف قياسية، ولا يمكن معرفة قناع الشبكة ما لم يُذكر صراحةً، ولهذا تأثير على كيفية نشر وتخزين المعلومات المتعلقة بالتوجيه. في ما يخص التخزين، يجب أن تدعم جداول التوجيه حقولاً خاصة لتخزين قيمة البادئة أو قناع الشبكة. أمَّا في ما يخصّ معلومات التوجيه، فيجب على بروتوكولات التوجيه أن تعلن عن أقنعة الشبكات ضمن إعلانات المسارات (6).
بالإضافة لما سبق، يجب أن تضاف القاعدتان التاليتان إلى قواعد التوجيه في المُوجِّهات:
1. عندما يبحث الموجه عن بندٍ في جدول توجيهه لتوجيه رزمة بياناتٍ ما، إذا صادف بندين متطابقين في بنيتهما يصلحان لأن يكونا وجهة لتلك الرزمة، فإنه يوجهها الرزمة وفقاً للبند الأكثر تحديداً، أي البند ذي البادئة الأطول. . فلو كان عنوان وجهة الرزمة مثلاً هو 200.10.0.100، وكان هناك بندان في جدول التوجيه يُطابقان رقمياً عنوان الوجهة، مثل: 200.10.0.0/16 و200.10.0.0/18، فإنَّ المُوجِّه سيختار البند الذي تكون بادئته أطول، أي البند الثاني في هذه الحالة ويوجه الرزمة إليه.
2. إذا كانت وجهة الرزمة النهائية هي مسار مُختصر جُمِّع في الموجه الذي يقوم بتوجيه الرزمة، فيجب التخلص من الرزمة. أي لا تُوجَّه الرزم التي تكون وجهتها النهائية هي مساراتٍ مختصرة، لأن المسارات المُختصرة لا تمثل شبكات موجودة فعليَّاً، وإنَّما هي تعابير رياضيَّة عن عناوين مجموعة من الأفضية جُمِّعت معاً لضبط أحجام جداول التوجيه.

#### مشكلات التجميع

مثال عن مشكلة في عملية التجميع: منظمة غيرت مزود الخدمة، ولكنها واصلت استعمال الفضاء المخصص لها من المزود القديم. في هذه الحالة سيعلن عن مسار ناتج عن عملية التجميع وعن الفضاء المُخصص بشكل منفصل، وسيكون الفضاء المخصص ذو بادئة أطول، وسيؤدي ذلك إلى إضافة بند في جدول التوجيه ذي بادئة أطول من بادئة الفضاء المُجمَّع، ونتيجة ذلك، سيتم اختيار المسار نحو الفضاء المنفصل في كل مرة يجري توجيه رزمة بيانات نحو أي فضاء جزئي من الفضاء المُجمَّع.

واجهت عملية تجميع المسارات مشكلتين رئيستين:
1. المُنظَّمات مُتعدِدة المواقع: وهي المنظمات التي خُصِصت بفضاءٍ مُحدَدٍ من الإصدار الرابع من بروتوكول الإنترنت، وهي تستخدم أجزاءً من الفضاء في عنونة موقعين أو أكثر متصلين، على الأقل، مع اثنين من مزودات خدمة. وفي هذا الحالة، سيعلن كل مزود خدمة عن مسار نحو هذا فضاء جزئي من الفضاء المُخصص، ولا يكون بالإمكان تجميع المسارات في هذه الحالة، وهذه الحالة مشابهة لما كان الحال عليه قبل اعتماد التوجيه غير الصنفي.[36]
2. المنظمات التي غيرت مزود الخدمة، ولكنها واصلت استعمال الفضاء المخصص لها من المزود القديم: وينتج عن هذه الحالة إعلان المزودان القديم والجديد معاً عن مسار نحو موقع معنون بفضاء مُحدد رياضياً بالعنوان نفسه، ولكن ببادئتين مختلفتي الطول، مثل 10.0.0.0/8 و10.0.0.0/10، ويعني هذا أن البادئة الثانية ستكون مُفضلة عند توجيه الرزم وفقاً لقاعدة تفضيل البادئة الأطول، أي سيجري اختيار المسار نحو الموقع الذي المُعلن عنه المعنون بالفضاء 10.0.0.0/10 دائماً، ولن تصل رزم البيانات إلى الموقع الآخر. لحل هذه المشكلة، ينصح دائماً بأن تطلب أي منظمة تغيير مزود خدمتها فضاءً جزئيَّاً جديداً من مزود الخدمة الجديد، وأن تكفَّ عن استعمال الفضاء القديم.

## في الإصدار السادس من بروتوكول الإنترنت

جدول لأطوال بادئة التوجيه غير الصنفي بين النطاقات في الإصدار السادس من بروتوكول الإنترنت وأعداد الشبكات الجزئية الموافقة لكل منها وعدد بتات قسم المضيف.

بشكل مشابه للإصدار الرابع من بروتوكول الإنترنت، تُشرف آيكان عبر أيانا على تحصيص فضاء عناوين الإصدار السادس من بروتوكول الإنترنت، وتجري عملية التحصيص وفقاً لهرميةٍ مكونةٍ من المستويات الأربعة نفسها. وضع آيكان سياسةً تُنظِّم عملية التحصيص، تُلزَم أيانا بموجبها على تقديم حصص من العناوين لسجلات الإنترنت الإقليمية تكفي حاجتها 18 شهراً على الأقل، على أن يكون طول البادئة الأدنى الذي تحصصه أيانا هو البادئة 12/.
توفِّر عملية التهيئة الذاتية الآلية (بالإنجليزية: Stateless address autoconfiguration)‏ اختصاراً SLAAC، وسيلةً لعنونة المُضيفين آليَّاً باستعمال العناوين المحليَّة دون الحاجة لتدخلٍ يدويٍّ من قبل مدير الشبكة، حيث يجري ملء قسم مُعرِّف المُضيف اعتماداً على مُعرِّفات المنافذ. تحدد الوثيقة RFC 4291 العلاقة بين طولي البادئة مُعرف المضيف في عنوان الإصدار السادس الذي يبلغ طوله 128 بتاً، فإذا كان طول البادئة هو n بت، فإن طول مُعرِّف المضيف الملائم لعملية التهيئة الذاتية الآلية سيكون (128-n) بتاً، وتدعم الشركات المُصنِّعة لبطاقات الشبكة هذا المعيار أو تقدِّم حلولاً متوافقة معه، مثل حل المُعرِّف الفريد المُوسَّع (EUI) الذي وضعه معهد مهندسي الكهرباء والإلكترونيات لإيجاد التوافق مع العنوان المادي في الإيثرنت الذي يبلغ طوله 48 بتاً فقط. أي يُستحسن أن يكون طول البادئة النهائي هو 64 بتاً لإتاحة الفرصة لعملية التهيئة الذاتية الآلية.
نظريَّاً، خلال عمليتي التحصيص والتخصيص لعناوين الإصدار السادس من بروتوكول الإنترنت، يكون طول البادئة محصوراً بين البادئة 12/ وهو الطول الأدنى الذي تحصصه أيانا، والبادئة 64/، وهو الطول الأقصى اللازم لدعم عملية التهيئة الذاتية الآلية. عمليَّاً، قامت أيانا بتحصيص بادئات بأطوال 23/ و12/ لسجلات الإنترنت الإقليمية التي قدمت بدورها حلولاً لمزودات الخدمة أو للعملاء على حد سواء، لمنح أفضية جزئيَّة متنوعة الأحجام ذات بادئات لا يتجاوز طولها البادئة 64/، وعلى سبيل المثال، يَدعم مركز تنسيق شبكة الإنترنت الأوروبي (RIPE NCC)، وهو سجل إنترنت إقليمي، حصصاً لأفضية جزئية ذات بادئات يتراوح طولها بين البادئتين 32/ و64/، ويشير إلى أن الأطوال الأكثر شعبية هي للبادئتين 48/ و56/ وهي تضم على التوالي: 65,536 و256 شبكة جزئية مُحددة بالبادئة 64/.

مثال عن مستويات التحصيص في الإصدار السادس من بروتوكول الإنترنت.

## الهوامش
1. أخذاً بالحسبان أن وثيقة طلب التعليقات RFC 1338 هي أول معيار رسمي للتوجيه غير القياسي (على الرغم من أنَّها سمَّته التجزئة العليا (بالإنجليزية: Supernetting)‏) قد صدرت في يونيو 1992م، في حين أعلنت أيانا عن استنفاد أفضية العناوين المحددة ببادئة من القياس 8/ في نهاية شهر يناير من العام 2011م، فإنَّ المدة الفاصلة بين الاثنين هي: 18 عاماً و7 أشهر.
2. إنَّ فضاءَي العناوين اللذان تكون قيمة الخانة الأولى فيهما هي 0 أو 127 هما فضاءان محجوزان لا يُستعملان في عنونة المُضيفين. ولكنَّهما يُشكِّلان جُزأين من الفضاء القياسي للصنف A وفقاً للتعريف الرياضي للفضاء المبني على قيمة البتات المحجوزة.
3. العنوان الأصيل هو (بالإنجليزية: Supernetting: an Address Assignment and Aggregation Strategy)‏.
4. العنوان الأصيل هو (بالإنجليزية: Classless Inter-Domain Routing (CIDR): an Address Assignment and Aggregation Strategy)‏.
5 يجب الانتباه إلى أنَّه لم يَسبُق تحصيص أفضية محددة ببادئات أقل 8/، ولكن هناك حالاتٌ خاصّةٌ تظهر فيها بادئات بقيمٍ أصغر مثل 0 أو 1 في جداول التوجيه عند استخدام تجميع المسارات أو لأغراض أخرى.
6. كانت إعلانات بروتوكولات التوجيه لا تحتوي على أقنعة الشبكة، لأن العنونة الصنفية تسمح باستنتاج قيمة القناع آليَّاً فور تحديد الصنف، ويمكن تحديد الصنف اعتماداً على تتابع البتات المحجوزة في الخانة الأولى مع عنوان الإصدار الرابع من بروتوكول الإنترنت، ولذلك سميت ببروتوكولات التوجيه الصنفيَّة، ومن الأمثلة عنها الإصدار الأول من بروتوكول معلومات التوجيه. أمَّا بروتوكولات التوجيه التي طُورت بعد اعتماد التوجيه غير الصنفي، فتُصنَّف بأنَّها غير صنفيَّة، ومنها على سبيل المثال بروتوكول التوجيه الداخلي المحسن بين البوابات.

### فهرس المراجع
المنشورات
بالعربية
1. ↑  
معجم المعلوماتية (2002)، ص. 92.
2. ↑  
بكني (2022)، ص. 168.
3. 1 2  بكني (2019)، ص. 11-12.
4. ↑  بكني (2019)، ص. 12-13.

بالإنكليزية
1. 1 2  Dyson (1999), p. 73.
2. 1 2 3 4 5  RFC 1338, p. 1.
3. 1 2  RFC 4632, p. 5-7.
4. 1 2 3 4  RFC 7020, p. 4-5.
5. 1 2  RFC 1883, p. 1.
6. 1 2  RFC 4862, p. 12.
7. 1 2 3 4  RFC 4632, p. 4.
8. 1 2 3 4  RFC 791, p. 7.
9. 1 2  RFC 1060, p. 4.
10. 1 2  RFC 1338, p. 2.
11. ↑  
RFC 1519, p. 2, 22.
12. ↑  
RFC 1631, p. 1.
13. ↑  RFC 1517, p. 1.
14. ↑  RFC 1518, p. 1.
15. 1 2  RFC 1519, p. 1.
16. ↑  RFC 1520, p. 1.
17. ↑  RFC 4632, p. 1.
18. ↑  Odom (2013), p. 611-612.
19. ↑  Odom (2013), p. 296.
20. ↑  Odom (2013), p. 298.
21. ↑  Fall (2012), p. 46.
22. ↑  RFC 4632, p. 4-5.
23. ↑  Fall (2012), p. 47.
24. ↑  RFC 7020, p. 3.
25. ↑  RFC 2050, p. 4.
26. ↑  RFC 4632, p. 6.
27. 1 2  RFC 4632, p. 8.
28. ↑  
Graham (2001), p. 204.
29. ↑  Odom (2013), p. 512.
30. ↑  RFC 4632, p. 9.
31. ↑  Dyson (1999), p. 333.
32. ↑  RFC 791, p. 1.
33. ↑  RFC 791, p. 14.
34. 1 2 3  RFC 4632, p. 11.
35. ↑  RFC 4632, p. 8-9.
36. ↑  RFC 4116, p. 1.
37. ↑  RFC 7020, p. 4.
38. ↑  RFC 4291, p. 7.
39. ↑  
IEEE (2017), p. 9-10.
40. ↑  RFC 1122, p. 30-31.
41. ↑  
Cisco (2014), p. 171.

وب
1. 1 2  "Free Pool of IPv4 Address Space Depleted". Number Resource Organization (بالإنجليزية). Archived from the original on 2020-03-05. Retrieved 2019-03-06.
2. ↑  "Internet Assigned Numbers Authority (IANA) Policy For Allocation of IPv6 Blocks to Regional Internet Registries (Ratified 7 September 2006)". icann.org (بالإنجليزية). Archived from the original on 2020-02-28. Retrieved 2020-03-08.
3. ↑  "IPv6 Global Unicast Address Assignments". IANA (بالإنجليزية). Archived from the original on 2020-02-16. Retrieved 2020-03-08.
4. ↑  "Understanding IP Addressing and CIDR Charts". RIPE NCC (بالإنجليزية). Archived from the original on 2020-02-15. Retrieved 2020-03-08.

### بيانات المراجع
أولاً: الكتب: (مرتبة وفقاً لتاريخ النشر)
العربية
- معجم مصطلحات المعلوماتية (بالعربية والإنجليزية)، دمشق: الجمعية العلمية السورية للمعلوماتية، 2000، OCLC:47938198، QID:Q108408025
- ميشيل بكني (2019)، مذكَّرة في أُصول تجزئة الشَّبكة، DOI:10.6084/M9.FIGSHARE.21799436، QID:Q100600916
- ميشيل بكني (2022). ساندرا هانبو (المحرر). بروتوكول الإِنترنت: الإِصداران الرابع والسادس. أورتيز: مطبعة إيسن. DOI:10.6084/M9.FIGSHARE.19326086. ISBN:978-2-9576887-1-5. OCLC:1425075897. OL:36773625W. QID:Q111284802.

الإنكليزية
- Peter John Dyson (1999). Dictionary of Networking (بالإنجليزية) (3rd ed.). San Francisco: Sybex. ISBN:0-7821-2461-5. OCLC:43596809. OL:8096220M. QID:Q115917529.
- Buck Graham (2001). TCP/IP Addressing: Designing and Optimizing your IP Addressing Scheme (بالإنجليزية) (2nd ed.). San Diego: Academic Press. ISBN:978-0-12-295021-6. OCLC:45220750. OL:18325105M. QID:Q120793873.
- Kevin R. Fall; W. Richard Stevens (2012). TCP/IP illustrated: Volume 1, The protocols (PDF) (بالإنجليزية) (2nd ed.). Boston: Addison-Wesley. ISBN:978-0-321-33631-6. OCLC:774930889. OL:25162208M. QID:Q115922106.
- Wendell Odom (2013). Cisco CCENT/CCNA ICND1 100-101 Official Cert Guide (بالإنجليزية). Indianapolis: Cisco Press. ISBN:978-1-58714-485-1. OCLC:863128088. OL:26185412M. QID:Q115919723.
- Routing Protocols: Companion Guide (PDF) (بالإنجليزية). Indianapolis: Cisco Press. 2014. ISBN:978-1-58713-323-7. OCLC:886638956. OL:28350299M. QID:Q120793951.

ثانياً: وثائق طلب التعليقات: (مرتبة وفقاً لرقم الوثيقة)
- J. Postel (Sep 1981), Internet Protocol: DARPA Internet Program, Protocol Specification (بالإنجليزية), Internet Engineering Task Force, DOI:10.17487/RFC0791, RFC:791, QID:Q47467078
- J. Postel; J.K. Reynolds (Mar 1990), Assigned numbers (بالإنجليزية), Internet Engineering Task Force, DOI:10.17487/RFC1060, RFC:1060, QID:Q47458192
- R. Braden (Oct 1989), Requirements for Internet Hosts - Communication Layers (بالإنجليزية), Internet Engineering Task Force, DOI:10.17487/RFC1122, RFC:1122, QID:Q47467189
- T. Li (Jun 1992), Supernetting: an Address Assignment and Aggregation Strategy (بالإنجليزية), Internet Engineering Task Force, DOI:10.17487/RFC1338, RFC:1338, QID:Q47468405
- R. Hinden (Sep 1993), Applicability Statement for the Implementation of Classless Inter-Domain Routing (CIDR) (بالإنجليزية), Internet Engineering Task Force, DOI:10.17487/RFC1517, RFC:1517, QID:Q47198468
- Y. Rekhter; T. Li (Sep 1993), An Architecture for IP Address Allocation with CIDR (بالإنجليزية), Internet Engineering Task Force, DOI:10.17487/RFC1518, RFC:1518, QID:Q47314090
- T. Li (Sep 1993), Classless Inter-Domain Routing (CIDR): an Address Assignment and Aggregation Strategy (بالإنجليزية), Internet Engineering Task Force, DOI:10.17487/RFC1519, RFC:1519, QID:Q47199620
- Y. Rekhter (Sep 1993), Exchanging Routing Information Across Provider Boundaries in the CIDR Environment (بالإنجليزية), Internet Engineering Task Force, DOI:10.17487/RFC1520, RFC:1520, QID:Q47483113
- K. Egevang; P. Francis (May 1994), The IP Network Address Translator (NAT) (بالإنجليزية), Internet Engineering Task Force, DOI:10.17487/RFC1631, RFC:1631, QID:Q47164409
- S. Deering; R. Hinden (Dec 1995), Internet Protocol, Version 6 (IPv6) Specification (بالإنجليزية), Internet Engineering Task Force, DOI:10.17487/RFC1883, RFC:1883, QID:Q47472593
- J. Postel (Nov 1996), Internet Registry IP Allocation Guidelines (بالإنجليزية), Internet Engineering Task Force, DOI:10.17487/RFC2050, RFC:2050, QID:Q47483471
- J. Abley; K. Lindqvist; E. Davies; B. Black; V. Gill (Jul 2005), IPv4 Multihoming Practices and Limitations (بالإنجليزية), Internet Engineering Task Force, DOI:10.17487/RFC4116, RFC:4116, QID:Q47468235
- S. Deering; R. Hinden (Feb 2006), IP Version 6 Addressing Architecture (بالإنجليزية), Internet Engineering Task Force, DOI:10.17487/RFC4291, RFC:4291, QID:Q47470884
- T. Li (Aug 2006), Classless Inter-domain Routing (CIDR): The Internet Address Assignment and Aggregation Plan (بالإنجليزية), Internet Engineering Task Force, DOI:10.17487/RFC4632, RFC:4632, QID:Q47485207
- T. Narten (Sep 2007), IPv6 Stateless Address Autoconfiguration (بالإنجليزية), Internet Engineering Task Force, DOI:10.17487/RFC4862, RFC:4862, QID:Q47483181
- R. Housley; G. Huston (Aug 2013), The Internet Numbers Registry System (بالإنجليزية), Internet Engineering Task Force, DOI:10.17487/RFC7020, RFC:7020, QID:Q47463802

معايير
- Guidelines for Use of Extended Unique Identifier (EUI), Organizationally Unique Identifier (OUI), and Company ID (CID) (PDF) (بالإنجليزية), Institute of Electrical and Electronics Engineers, 2017, QID:Q118316116